# Madocsai Miklós

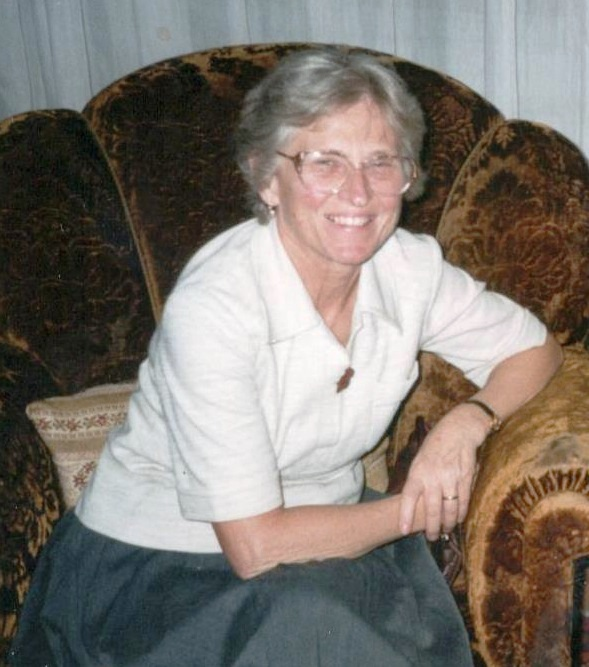
Madocsai Miklósné, Glazewski Márta tanárnő 1995-ben

Madocsai Miklós (Budapest, 1930. január 18. –) evangélikus lelkész.

## Szakmai életútja
Szülei Madocsai Ferenc orvos és Petényi Lenke. Testvére Madocsai Magda. Felesége Glazewski Márta tanárnő (1933-)
Általános iskolai tanulmányait a Simor, ma Vajda Péter utcai iskolában kezdte, majd a 4 év elvégzése után a X. kerületi tisztviselő telepi Széchenyi István gimnáziumban folytatta az I-IV. osztályt, végül a Lónyay Utcai Református Gimnáziumban érettségizett. Teológiai tanulmányai alatt Budaker Oszkár és Veöreös Imre otthonigazgatók voltak nagy hatással rá. Miután végzett, Fehérvárcsurgóra került segédlelkésznek egy évre, majd egyéves Deák téri szolgálat következett. 1956 októberétől harminchárom éven át a budavári gyülekezet lelkésze volt. 1961-ben Vető Lajos püspök áthelyezte a vasmegyei Kissomlyóra, ahová családját nem tudta áttelepíteni. Vető Lajos, mint az összes püspök a Kádár rendszerben III/III-as ügynök volt, fedőneve Veres. Áthelyezése hátterében az egyházak leépítésére szervezett Állami Egyházügyi Hivatal (AEH) intézkedése állt. Úgy látszik, pontos információik alapján megsokallták a budavári gyülekezet eleven ifjúsági életét. Ilyenkor egyszerű megoldás: a vezetőt el kell távolítani, ami precedensül szolgálhat „hőbörgő” fiatal lelkészek számára is. Minden „család-egyesítési” próbálkozása kudarcba fulladt. Ebben a patthelyzetben kérte a rendelkezési állományba helyezését, amíg a helyzet megoldódik, és a püspök javaslatára elkezdett, „más megoldást keresni.” A keresés fél évig tartott. 1961 augusztus 15-től segédmunkásként dolgozott a Kőbányai Gyógyszerárugyárban. 1965-ben vegyésztechnikusi oklevelet szerzett és ennek köszönhetően a három műszakban dolgozó Tablettázó üzembe került csoportvezetőnek. Ezt követően egy évig az Magyar Tudományos Akadémia Immunológiai Kutatóintézetében asszisztensként dolgozott. 1966-ban sikerült visszatérnie lelkésznek. Ebben sokat segített Várady Lajos budavári lelkész, aki visszafogadta munkatársának. Várady Lajos is III/III-as ügynök volt. A budavári gyülekezetben 1989-ig folytathatta lelkészi munkáját. Aktív szolgálata utolsó tíz évében, 1990-1999 között Túrmezei Erzsébet főnök asszony mellett volt a Fébé Diakonissza Egyesület lelkésze. A Fébé több mint 25 esztendőn át folytatott és egyre terebélyesedő szolgálatát számolta fel a pártállam önkénye 1951-ben.  Országos Presbitérium 1989. december 5-i határozata értelmében a Fébé Diakonissza Egyesület újra megkezdhette szolgálatát. A diakonisszák testvéri közössége Túrmezei Erzsébet testvért kérte meg a főnökasszonyi szolgálatra, akinek neve belföldön és külföldön egyaránt ismert volt. A diakonissza közösség felkérésére a lelkészi teendők ellátását Madocsai Miklós budavári lelkész vállalta el. 1990. május 9-én állami bejegyzéssel, 39 éves megszakítás után az Egyesület hivatalosan is megkezdte szolgálatát.Az Evangélikus Életben 1989-2017 között rendszeresen jelentek meg publikációi. Német nyelven is prédikált.
Házasságából 3 gyermeke, 11 unokája, 15 dédunokája született.

## Kitüntetései
- Budavárért Emlékérem. 2012.[6]

- Ordass Lajos díj. 2021.[7]

## Fontosabb művei
- Csillagfény. Igehirdetések ádventtől ádventig. Budapest, 1988.

- Csillagfény. Második bővített kiadás. FÉBÉ Kht. 2005.

- Visszfény. Budapest, 2001.

- Krisztus meghalt és feltámadott értünk (Aranydiplomás evangélikus lelkészek vallomásai) Kiadó: Fébé Evangélikus Diakonissza Egyesület. 2003. Szerkesztette Madocsai Miklós.

- Velünk az Isten! Sztehlo Gábor (1909-1974) evangélikus lelkész. Személyes visszaemlékezések. Életrajzi könyv. 2005. Szerkesztette Madocsai Miklós.

- Igemozaik I. Budapest, Fébé Kft. 2005.

- Igemozaik II. Budapest, Fébé Kft. 2006.

- Igemozaik III. Budapest, Fébé Kft. 2007.

- Pünkösdi mozaik - Pünkösdi igehirdetések, imádságok, énekek, gondolatok, írások. Szerkesztette Madocsai Miklós. Kiadó: Fébé Evangélikus Diakonissza Egyesület.

- Ádventi-karácsonyi mozaik. Kiadó: Fébé Evangélikus Diakonissza Egyesület. 2006.

- Imádságmozaik I.Kiadó: Fébé Evangélikus Diakonissza Egyesület. 2008.

- Imádságmozaik II. Kiadó: Fébé Evangélikus Diakonissza Egyesület. 2009.

- Imádságmozaik III. Kiadó: Fébé Evangélikus Diakonissza Egyesület. 2010.

- Sötét éjben fényözön. Kiadó: Fébé Evangélikus Diakonissza Egyesület. 2020.

## Videófelvételek
- Az Úristen tenyerén – Madocsai Miklós története – Youtube.com, Közzététel: Magyarországi Evangélikus Egyház. Riporter, fotó: Horváth-Bolla Zsuzsanna, videó: Győri András Timótheus. 2018. április 23.